# Комбінована підготовка шахтного поля
Комбінована підготовка шахтного поля — застосовується при розробці пластів з непостійними елементами їх залягання в межах шахтного поля. Найчастіше причиною застосування комбінованої підготовки є значна зміна кута падіння пластів. Наприклад, одна частина шахтного поля може бути поділена на панелі, а інша — відроблятися лавами за підняттям або падінням.

## Практика Донбасу та інших басейнів
На більшості шахт Донбасу при відробленні верхніх горизонтів традиційно застосовувався поверховий спосіб підготовки. Це було обумовлено, зокрема, тим, що на ділянках, близьких до виходів пластів на поверхню, кути їх падіння звичайно більші, ніж на глибоких горизонтах. Зростання глибини робіт і зменшення кута падіння пластів, що збіглося з необхідністю інтенсифікації видобутку вугілля та підвищення концентрації робіт, привели до широкого застосування панельного способу підготовки. В останні десятиріччя для ефективнішого використання механізованих комплексів був запропонований і почав застосовуватися погоризонтний спосіб підготовки. Тому на шахтах Донецького, Карагандинського та Печорського басейнів, де раніше застосовувались поверховий та панельний способи підготовки, перейшли до відробки пластів лавами за падінням або підняттям. Зараз на діючих шахтах зустрічаються такі поєднання: поверховий та панельний способи підготовки; поверховий та погоризонтний; панельний та погоризонтний. На деяких шахтах дістали застосування всі три способи підготовки шахтного поля. Наприклад, шахта «Заперевальна» ДХК «Донвугілля», шахта «Зоря» ДХК «Торезантрацит», шахта «Криворізька» ВО «Луганськвугілля» та ін. Різні способи підготовки застосовуються як на одному, так і на різних пластах одного шахтного поля. На ш. «Заперевальна» пласт «Смолянинівський» відроблявся із застосуванням всіх трьох способів підготовки. На зближених пластах звичайно застосовуються однакові способи підготовки, що полегшує групування пластів.
Якщо в шахтному полі відробляються досить віддалені пласти і до того ж вони відрізняються кутами падіння, то на окремих пластах можуть застосовуватися різні способи підготовки (ш. «Зоря»).